# Clark Terry
Clark Terry (14. prosince 1920 – 21. února 2015) byl americký swingový a jazzový-bebopový trumpetista a hráč na křídlovku.

## Život
Narodil se roku 1920 v St. Louis v americkém státě Missouri a svou kariéru zahájil počátkem čtyřicátých let hraním po různých lokálních klubech. Během druhé světové války působil v námořnictvu a na přelomu čtyřisátých a padesátých let soprovázel Count Basieho. V letech 1951 až 1959 hrál s Duke Ellingtonem a následně zahájil spolupráci s Quincym Jonesem. Po odchodu od Ellingtona přijal nabídku od americké televizní společnosti NBC, aby hrál v doprovodné kapele pořadu The Tonight Show. Strávil zde dvanáct let a byl prvním hudebníkem afroamerického původu, který tuto pozici dostal. Během své kariéry spolupracoval s mnoha dalšími hudebníky, mezi které patří i Dizzy Gillespie, Yusef Lateef, Charlie Barnet, Charlie Byrd, Gene Ammons a Lionel Hampton. Roku 2011 byla vydáno jeho autobiografická kniha s názvem Clark V roce 2014 o něm byl natočen dokumentární film nazvaný Keep on Keepin' On. Zemřel roku 2015 ve věku 94 let.